# Cppcheck
Cppcheck est un outil d'analyse de code statique pour les langages de programmation C et C++. C'est un outil polyvalent qui permet de vérifier du code non standard. Le créateur et développeur principal est Daniel Marjamäki.
Cppcheck est un un logiciel open-core avec sa version de base sous la Licence Publique Générale de GNU.

## Caractéristiques
Cppcheck prend en charge une large variété de vérifications statiques qui peuvent ne pas être couverts par le compilateur lui-même. Ces vérifications sont des contrôles d'analyse statique qui peuvent être effectués au niveau du code source. Le programme se concentre sur les contrôles rigoureux de l'analyse statique, plutôt que par heuristique.
Certains des contrôles qui sont pris en charge comprennent :
- Vérification de variables automatiques.
- La vérification des limites de la taille des tableaux pour éviter un dépassement
- La vérification des classes (par exemple les fonctions inutilisées, l'initialisation d'une variable ou la duplication de mémoire)
- L'utilisation des fonctions obsolètes ou remplacées conformément à l'Open Group[3]
- Vérification des exceptions de sécurité, par exemple les vérifications des utilisations d'allocation et de destruction de mémoire.
- Les fuites de mémoire, par exemple due à la perte de portée sans libération
- Les fuites de ressource, par exemple oublier de fermer un descripteur de fichier.
- L'utilisation non valide de fonctions de la Bibliothèque de modèles Standard et d'expressions idiomatiques
- Divers stylistiques et des erreurs de performance

Comme dans le cas de nombreux programmes d'analyse, il existe beaucoup de cas inhabituels d'expressions idiomatiques qui peuvent être acceptables, dans des cas particuliers ciblés, ou hors de la portée du programmeur lors de la correction du code source. Une étude menée en mars 2009, a identifié plusieurs domaines où des faux positifs ont été trouvés par Cppcheck, mais sans spécifier la version du programme examiné. Cppcheck est utilisé dans des systèmes tels que le méta-anlayseur de paquet du CERN 4DSOFT, pour le code de vérification dans les dispositifs de détecteur de particules à haute énergie, le système de surveillance de radio-télescopes ainsi que pour l'analyse d'erreurs dans de grands projets, tels que OpenOffice.org et l'archive Debian.

## Développement
Le projet est activement en cours de développement et est maintenu dans plusieurs distributions,. Il a déjà trouvé plusieurs bugs dans un certain nombre de projets populaires comme le noyau Linux ou MPlayer.

## Les Plugins
Des Plugins pour les IDE suivant existent :
- CLion[16]
- Code::Blocks - intégré.
- CodeLite intégré.
- Eclipse[17]
- Emacs[18]
- gedit[19]
- Hudson[20]
- Jenkins[21]
- Kate[22]
- KDevelop[23]
- Qt Creator[24]
- Sublime Texte[25]
- Visual Studio[26]
- Yasca[27]

## Intégration dans Visual Studio
Le programme commercial tiers Visual Lint de la société britannique Riverblade peut être utilisé pour intégrer CppCheck dans Visual Studio.

Il y a également un plugin open-source cppcheck-vs-addin qui est disponible.

Il est également possible d'ajouter Cppcheck en tant qu'un outil externe.